# Jonas Dembélé
Jonas Dembélé (Sokoura, 15 maggio 1963) è un vescovo cattolico maliano, dal 31 gennaio 2013 vescovo di Kayes.

## Biografia
Jonas Dembélé a Sokoura è nato il 15 maggio 1963.

### Formazione e ministero sacerdotale
Dopo le scuole elementari e medie, è entrato nel seminario maggiore di Bamako dove ha studiato filosofia. Ha studiato teologia al seminario maggiore di Koumi, in Burkina Faso.
Il 21 luglio 1991 è stato ordinato diacono per la diocesi di San da monsignor Marius Ouédraogo, vescovo di Ouahigouya. Il 12 luglio 1992 è stato ordinato presbitero da monsignor Jean-Gabriel Diarra. In seguito è stato vicario parrocchiale della parrocchia di San Giovanni Bosco a Touba dal 1992 al 1996; parroco della cattedrale di Nostra Signora di Lourdes a San dal 1996 al 2008 e segretario generale dell'Unione del clero diocesano di San e dell'Unione nazionale del clero del Mali dal 2002 al 2008. Nel 2008 è stato inviato in Belgio per studi. Fino al 2010 ha studiato teologia pastorale all'Istituto Lumen Vitae di Bruxelles con maitrise in teologia pratica su società e sviluppo. Tornato in patria è stato parroco di Yasso dal 2011.

### Ministero episcopale
Il 31 gennaio 2013 papa Benedetto XVI lo ha nominato vescovo di Kayes. Ha ricevuto l'ordinazione episcopale l'11 maggio successivo dall'arcivescovo Martin Krebs, nunzio apostolico in Guinea e Mali, co-consacranti l'arcivescovo metropolita di Bamako Jean Zerbo e il vescovo di San Jean-Gabriel Diarra.
Nel maggio del 2015 ha compiuto la visita ad limina.
Dal marzo del 2017 è presidente della Conferenza episcopale del Mali.

## Genealogia episcopale
La genealogia episcopale è:
- Cardinale Scipione Rebiba
- Cardinale Giulio Antonio Santori
- Cardinale Girolamo Bernerio, O.P.
- Arcivescovo Galeazzo Sanvitale
- Cardinale Ludovico Ludovisi
- Cardinale Luigi Caetani
- Cardinale Ulderico Carpegna
- Cardinale Paluzzo Paluzzi Altieri degli Albertoni
- Papa Benedetto XIII
- Papa Benedetto XIV
- Cardinale Enrico Enriquez
- Arcivescovo Manuel Quintano Bonifaz
- Cardinale Buenaventura Córdoba Espinosa de la Cerda
- Cardinale Giuseppe Maria Doria Pamphilj
- Papa Pio VIII
- Papa Pio IX
- Cardinale Gustav Adolf von Hohenlohe-Schillingsfürst
- Arcivescovo Salvatore Magnasco
- Cardinale Gaetano Alimonda
- Cardinale Agostino Richelmy
- Vescovo Giuseppe Castelli
- Vescovo Gaudenzio Binaschi
- Arcivescovo Albino Mensa
- Cardinale Tarcisio Bertone, S.D.B.
- Arcivescovo Martin Krebs
- Vescovo Jonas Dembélé